# Quốc kỳ Việt Nam Cộng hòa
Lá cờ của Việt Nam cộng hòa được giới thiệu lần đầu tiên vào ngày 2 tháng 6 năm 1948, sau đó được sử dụng làm quốc kỳ của Quốc gia Việt Nam và Việt Nam Cộng hòa từ ngày 5 tháng 6 năm 1948 đến ngày 30 tháng 4 năm 1975. Thiết kế bao gồm nền màu vàng với ba sọc ngang màu đỏ ở giữa. Lá cờ do Lê Văn Đệ thiết kế năm 1948. Lá cờ gồm một nền vàng và ba sọc ngang màu đỏ, có thể được giải thích là biểu tượng cho dòng máu chung chảy qua ba miền Bắc, Trung và Nam Việt Nam.
Mặc dù Việt Nam Cộng hòa đã không còn tồn tại vào năm 1975, lá cờ vẫn được sử dụng làm đại diện bởi một số Việt kiều ở các quốc gia khác, đặc biệt là ở Bắc Mỹ và Úc có nguồn gốc người tị nạn. Từ tháng 6 năm 2002, một số cơ quan tiểu bang tại Hoa Kỳ đã thông qua nghị quyết công nhận lá cờ cũ là "Lá cờ Tự do và Di sản Việt Nam" của cộng đồng người gốc Việt cư trú tại đó.

## Lịch sử

Cờ bảo hộ của Trung Kỳ và Bắc Kỳ, 1885 đến 9 tháng 3 năm 1945

Cờ của Nhà Nguyễn, 1920s–1945

Dưới thời vua Gia Long (1802–1820), một lá cờ nền màu vàng được dùng làm biểu tượng của nhà Nguyễn Việt Nam. Lá cờ này tiếp tục được dùng làm cờ của hoàng đế khi triều đình Huế trở thành một sự bảo hộ của Pháp. Sau khi thực dân Pháp trục xuất và lưu đày các hoàng đế Thành Thái và Duy Tân, hoàng đế mới theo Pháp Khải Định đã đưa ra quốc kỳ mới là cờ nền vàng với một dải ngang màu đỏ ở giữa, sau gọi là Đại Nam Long tinh. Được biết đến chính thức với tên gọi "Long Tinh Kỳ", lá cờ này là lá cờ chính thức của triều đình nhà Nguyễn.
Năm 1945, khi người Pháp bị Nhật Bản đánh bại, Thủ tướng Trần Trọng Kim của Đế quốc Việt Nam mới được thành lập đã thông qua một biến thể khác của lá cờ nền vàng. Nó bao gồm ba dải màu đỏ, nhưng dải giữa bị cắt đứt ở giữa để tạo thành Cờ quẻ Ly. Có nguồn gốc từ Bát Quái, Quẻ Ly là quẻ thứ ba của Bát Quái (Ba gua): Càn (乾), Đoài (兌), Ly (離), Chấn (震), Tốn (巽), Khảm (坎), Cấn (艮), Khôn (坤). Nó được chọn để tượng trưng cho mặt trời, lửa, ánh sáng và nền văn minh. Và quan trọng nhất, nó tượng trưng cho vùng đất phía Nam theo lệnh "Sau này là Thiên Đàng", tức là Việt Nam. Lá cờ này được sử dụng trong thời gian ngắn từ tháng 6 đến tháng 8 năm 1945 cho đến khi Vua Bảo Đại thoái vị.

### Chính phủ Trung ương Lâm thời Việt Nam và Quốc gia Việt Nam

Cờ của Đế quốc Việt Nam, 1945

Thiết kế ban đầu của Cộng hòa tự trị Nam Kỳ vào khoảng năm 1946, được công nhận là hình thức đầu tiên của lá cờ ba sọc của Việt Nam cộng hòa.

Lá cờ đã được sửa đổi của Cộng hòa tự trị Nam Kỳ, 1946–1948

Ngày 2 tháng 6 năm 1948, Thủ tướng Chính phủ Trung ương lâm thời Việt Nam, Chuẩn tướng Nguyễn Văn Xuân, đã ký sắc lệnh với các chi tiết mô tả cho lá quốc kỳ như sau: "Quốc huy là lá cờ nền vàng, chiều cao bằng hai phần ba chiều rộng của lá cờ. Ở giữa lá cờ và trên toàn bộ chiều rộng của lá cờ, có ba dải màu đỏ nằm ngang. Mỗi dải có chiều cao bằng một phần mười lăm chiều rộng. Ba dải màu đỏ này cách nhau một khoảng bằng chiều cao của dải." Một sắc lệnh khác ban hành ngày 14 tháng 6 đã tái khẳng định thiết kế lá cờ tương tự. Lá cờ mới lần đầu được kéo lên lần đầu tiên vào ngày 5 tháng 6 năm 1948 trên một chiếc thuyền mang tên Dumont d'Urville bên ngoài Vịnh Hạ Long trong lễ ký kết Hiệp định Vịnh Hạ Long (Accords de la baie d’Along) của Cao ủy Emile Bollaert và Nguyễn Văn Xuân.
Một thiết kế chi tiết của lá cờ xuất hiện trên báo vào ngày 3 tháng 6 năm 1948, và một lần nữa vào ngày hôm sau (với sự điều chỉnh tỷ lệ cờ). Người dân Hà Nội được yêu cầu treo cờ tại nhà của họ vào ngày 5 tháng 6 năm 1948 để kỷ niệm sự kiện Vịnh Hạ Long. Khi cựu hoàng Bảo Đại lên làm nguyên thủ của Quốc gia Việt Nam vào năm 1949, thiết kế này đã được thông qua làm quốc kỳ của Quốc gia Việt Nam.

Lá cờ Quẻ Càn do Bảo Đại đề xuất trở thành lá cờ tiếp theo của Quốc gia Việt Nam. Về mặt hình ảnh, nó là một phiên bản phái sinh trực tiếp của lá cờ Quẻ Ly của Đế quốc Việt Nam.

Lá cờ được cho là do nhiều người thiết kế, bao gồm Lê Văn Đệ và nhóm của Trần Văn Đôn và Lê Văn Kim. Thiết kế của nó gần giống như lá cờ Đế quốc Việt Nam trước đó. Ba dải màu đỏ là biểu tượng của Quẻ Càn, là dải đầu tiên trong Bát Quái được đề cập ở trên. Quẻ Càn tượng trưng cho trời. Dựa trên thế giới quan truyền thống của người Việt Nam, Quẻ Càn cũng biểu thị cho phương Nam (theo thứ tự "Trời sơ khai"), dân tộc Việt Nam, người Việt Nam và sức mạnh của nhân dân. Một cách giải thích khác là ba dải màu đỏ là biểu tượng của ba miền Việt Nam: Bắc, Trung và Nam.

### Việt Nam Cộng hòa và sau đó

Biểu ngữ của Mặt trận Dân tộc Giải phóng miền Nam Việt Nam và sau đó là lá cờ của Chính phủ Cách mạng Lâm thời Cộng hòa miền Nam Việt Nam. Nó đã trở thành lá cờ quốc gia có hiệu lực của toàn bộ miền Nam Việt Nam sau khi Sài Gòn sụp đổ.

Với sự thành lập của Việt Nam cộng hòa vào năm 1955, lá cờ đã được nhà nước kế thừa, Việt Nam Cộng hòa chấp nhận. Đây là lá cờ quốc gia trong toàn bộ thời gian tồn tại của nhà nước đó (1955–1975) từ Đệ nhất Cộng hòa đến Đệ nhị Cộng hòa. Với sự đầu hàng của Sài Gòn vào ngày 30 tháng 4 năm 1975, Việt Nam Cộng hòa đã kết thúc và lá cờ không còn tồn tại như một biểu tượng của nhà nước. Sau đó, nó đã được nhiều người trong cộng đồng người Việt ở nước ngoài chấp nhận để tượng trưng cho sự tách biệt của họ khỏi chính quyền Cộng hòa xã hội chủ nghĩa Việt Nam và tiếp tục được sử dụng như một biểu tượng thay thế cho sự đoàn kết dân tộc hoặc như một công cụ phản đối chính quyền hiện tại.
Ở Việt Nam hiện đại, mặc dù không được đề cập trực tiếp, việc trưng bày và sử dụng cờ Việt Nam cộng hòa bị hình sự hóa dưới dạng "tội làm, tàng trữ, phát tán hoặc tuyên truyền thông tin, tài liệu, vật phẩm nhằm chống Nhà nước Cộng hòa xã hội chủ nghĩa Việt Nam" cùng với các bản án tiềm tàng khác liên quan đến hành vi vi phạm an ninh quốc gia và chống phá Nhà nước theo quy định của Bộ luật Hình sự của nước này, về mặt thực tế là cấm việc trưng bày cái gọi là lá cờ vàng ngoài mục đích và dịp giáo dục hợp lý.

## Ý nghĩa chính trị
Lá cờ của Việt Nam cộng hòa trước đây rất phổ biến với những người người Mỹ gốc Việt, người Úc gốc Việt và những người Việt Nam khác sống tại nước ngoài từng phục vụ Việt Nam cộng hòa trong chiến tranh, những người gọi nó là "Lá cờ Di sản và Tự do Việt Nam", và họ đã bắt đầu Chiến dịch Cờ Vàng đấu tranh để được công nhận về bản sắc chính trị của họ.
Ở Hoa Kỳ, rất ít người Việt Nam nhập cư vào thời kỳ đó sử dụng cờ Việt Nam hiện tại, mà nhiều người trong số họ xem là xúc phạm. Thay vào đó, họ thích sử dụng lá cờ của Việt Nam cộng hòa thay thế. Điều tương tự cũng đúng với người Canada gốc Việt ở Canada, người Đức gốc Việt ở miền tây nước Đức, đối với người Việt ở Hà Lan, Pháp, Na Uy và Vương quốc Anh, và đối với người Úc gốc Việt ở Úc trong khoảng thời gian đó.

### Sự công nhận
- Năm 1965, thiết kế lá cờ Việt Nam cộng hòa đã được đưa vào Huân chương Phục vụ Việt Nam do Tổng thống Lyndon Johnson tạo ra và được thiết kế bởi Thomas Hudson Jones và Mercedes Lee.
- Năm 2003, chính quyền tiểu bang Virginia đã bác bỏ dự luật công nhận lá cờ của Việt Nam cộng hòa.[17]
- Từ năm 2002 trở đi, những nỗ lực vận động hành lang của người Mỹ gốc Việt đã dẫn đến việc các chính quyền tiểu bang Virginia, Hawaii, Georgia, Colorado, Florida, Texas, Oklahoma,[6] Louisiana,[18] Ohio,[19] California,[20] Missouri,[21] Pennsylvania,[22] và Michigan[23] công nhận đây là biểu tượng của Cộng đồng người Mỹ gốc Việt cư trú tại đó. Ngoài ra, ít nhất 15 quận và 85 thành phố ở 20 tiểu bang cũng đã thông qua các nghị quyết tương tự.[5][7]
- Vào đầu năm 2008, Jason Kenney, Bộ trưởng Bộ Di trú, Người tị nạn và Quyền công dân, đã đăng một thông báo trên trang web của mình, tuyên bố rằng chính phủ Canada công nhận lá cờ của Việt Nam Cộng hòa là biểu tượng của cộng đồng người Canada gốc Việt. Hơn nữa, ông tuyên bố rằng "những nỗ lực hạ thấp [lá cờ] là một cuộc tấn công vô cùng đáng lo ngại vào một trong những cộng đồng dân tộc của Canada và vào các nguyên tắc của chủ nghĩa đa văn hóa."[24] Vào tháng 5 năm 2008, ông đã có bài phát biểu tại một cuộc mít tinh của Lục quân Việt Nam Cộng hòa, bày tỏ sự ủng hộ đối với chương trình này.[25]
- Từ năm 2015 trở đi tại Úc, Hội đồng các thành phố Maribyrnong,[26] Greater Dandenong,[27] Yarra,[28] Fairfield,[29] Port Adelaide Enfield,[30] và Brimbank,[31] đã thông qua các động thái công nhận Lá cờ Di sản Việt Nam "Cờ Vàng".

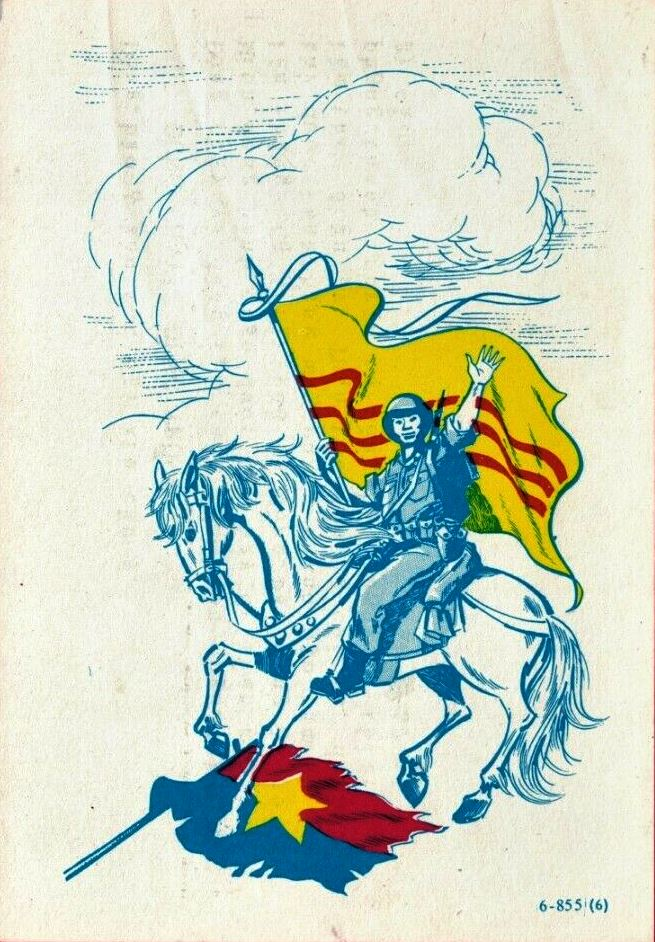
Áp phích tuyên truyền của Việt Nam cộng hòa; một người lính ARVN cưỡi ngựa vẫy cờ Việt Nam cộng hòa và giẫm đạp lên cờ Việt Cộng (năm 1967).
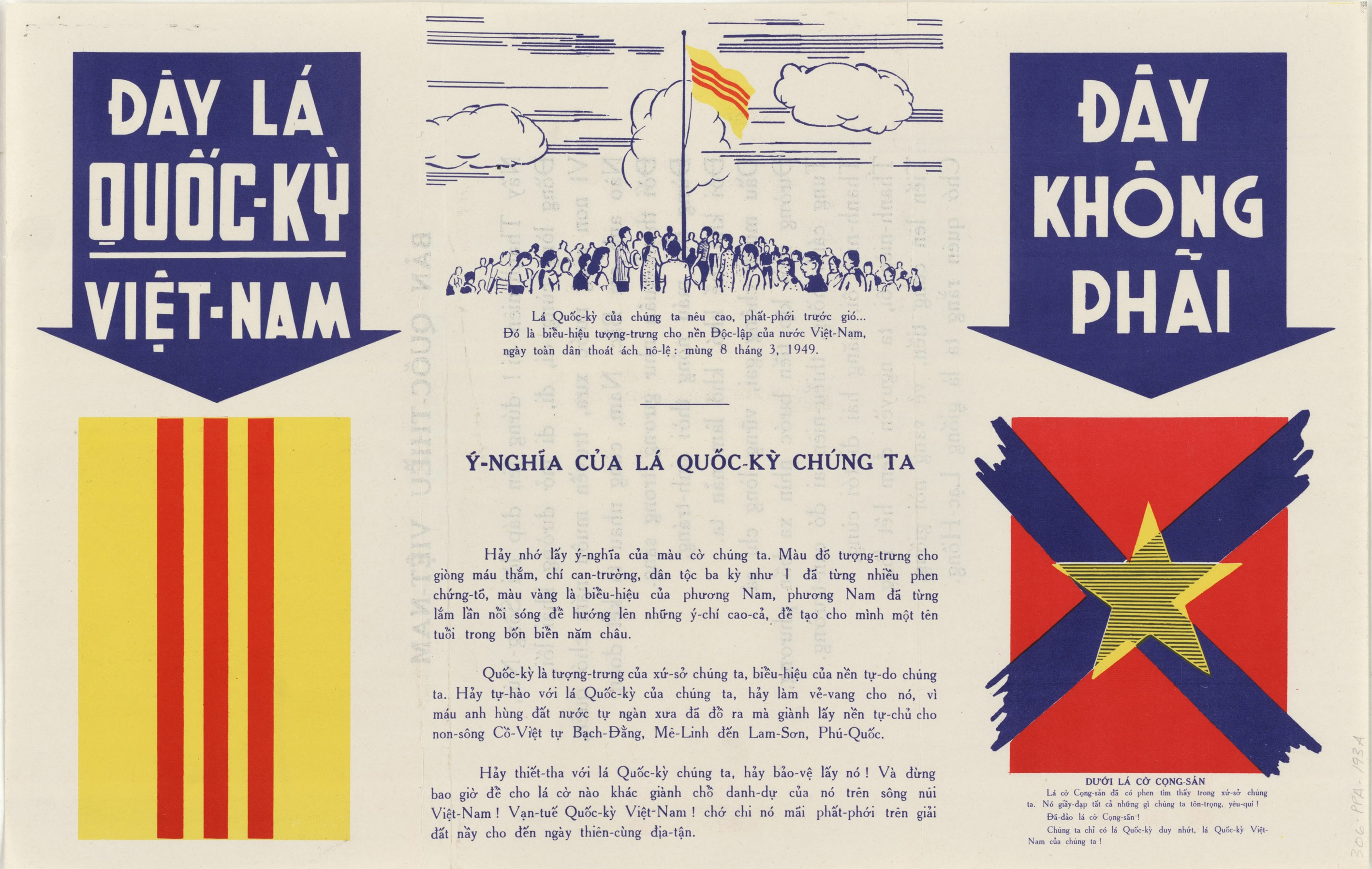
Tấm áp phích tuyên truyền của Việt Nam cộng hòa "Đây là quốc kỳ thực sự của chúng tôi".
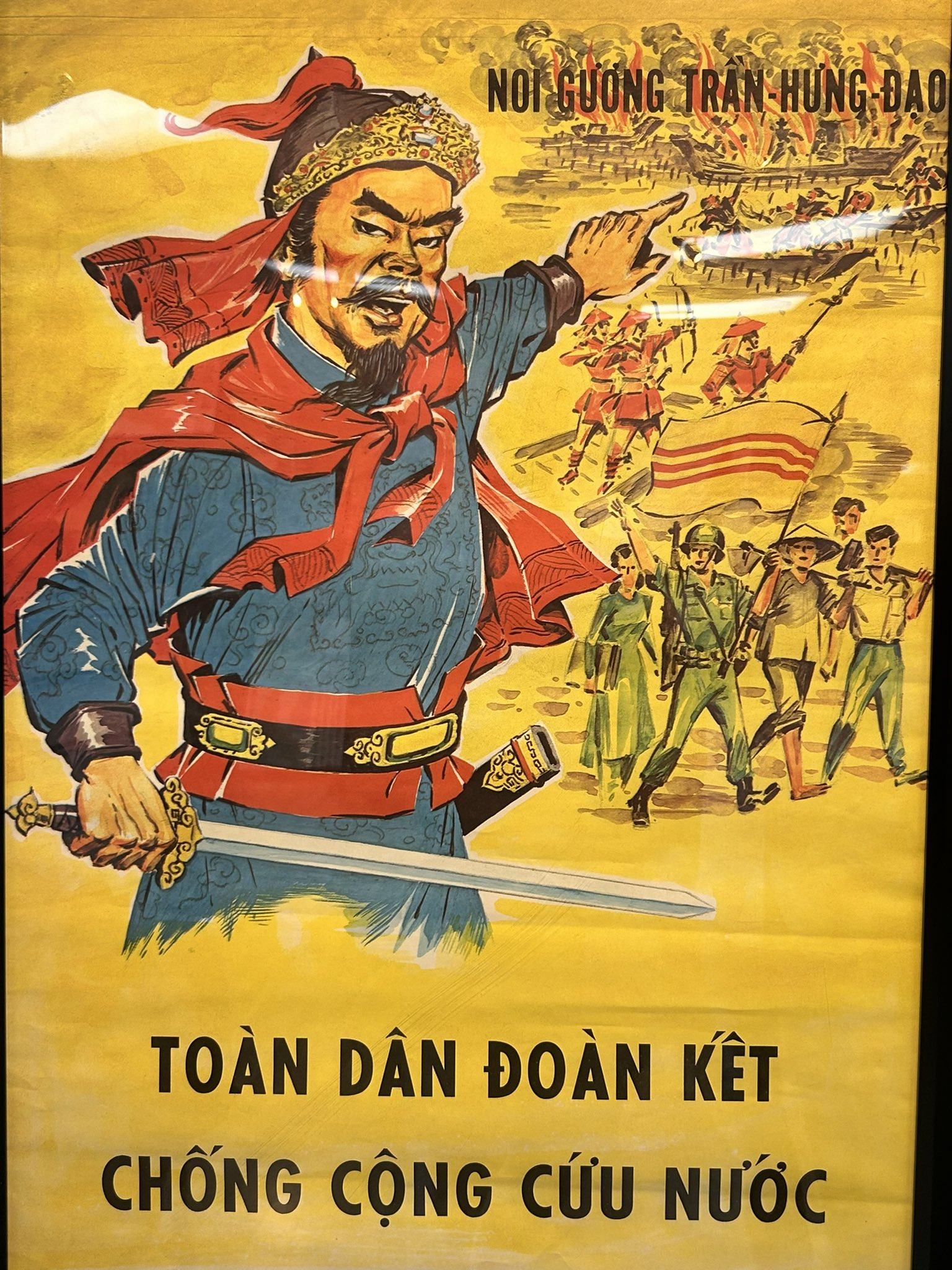
Áp phích tuyên truyền “Toàn dân noi gương Trần Hưng Đạo, đoàn kết chống cộng sản cứu nước”.
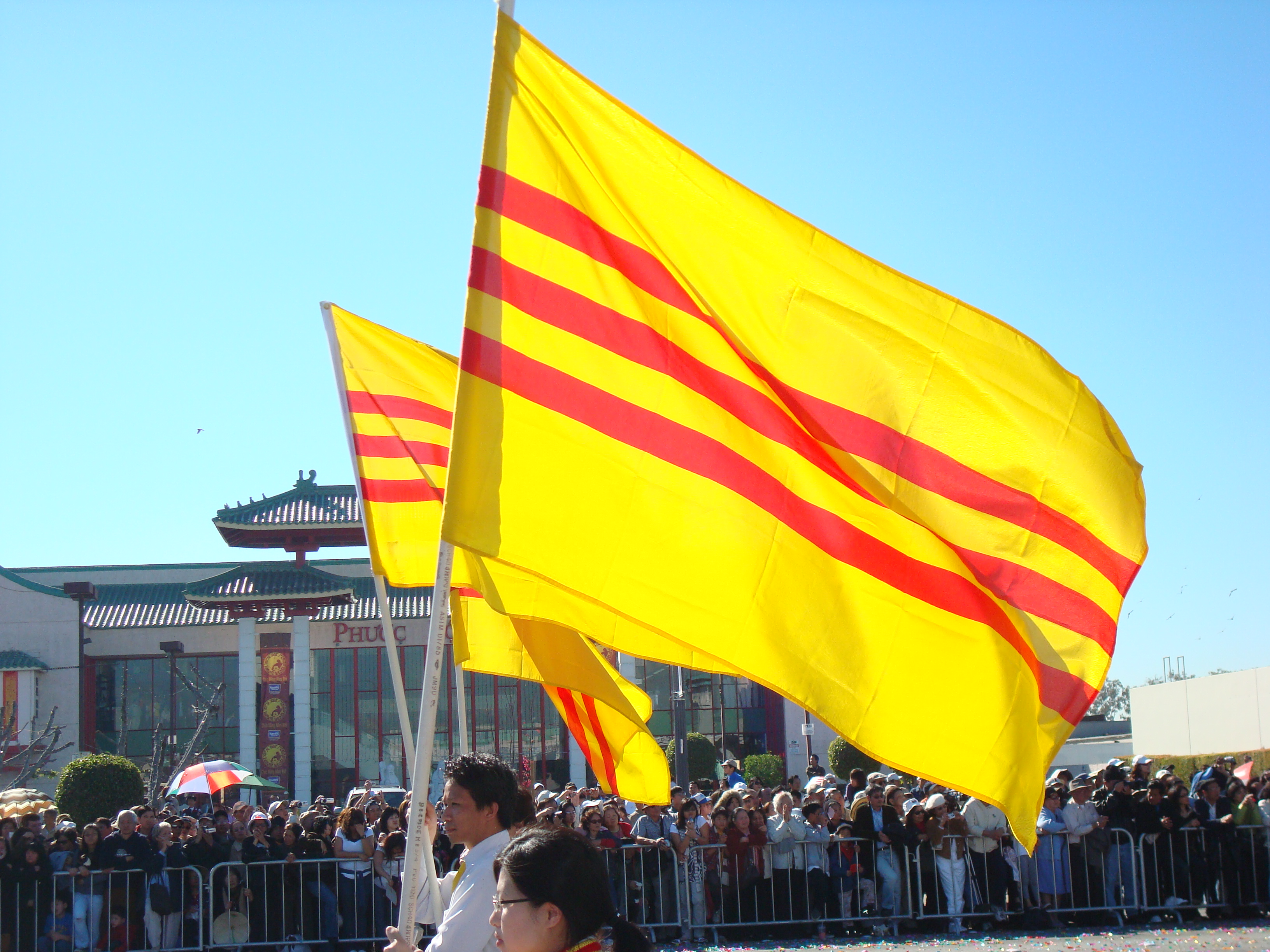
Người Việt tại quận Cam diễu hành với Lá cờ Tự do và Di sản Việt Nam trong lễ hội Tết ở Little Saigon, Quận Cam.
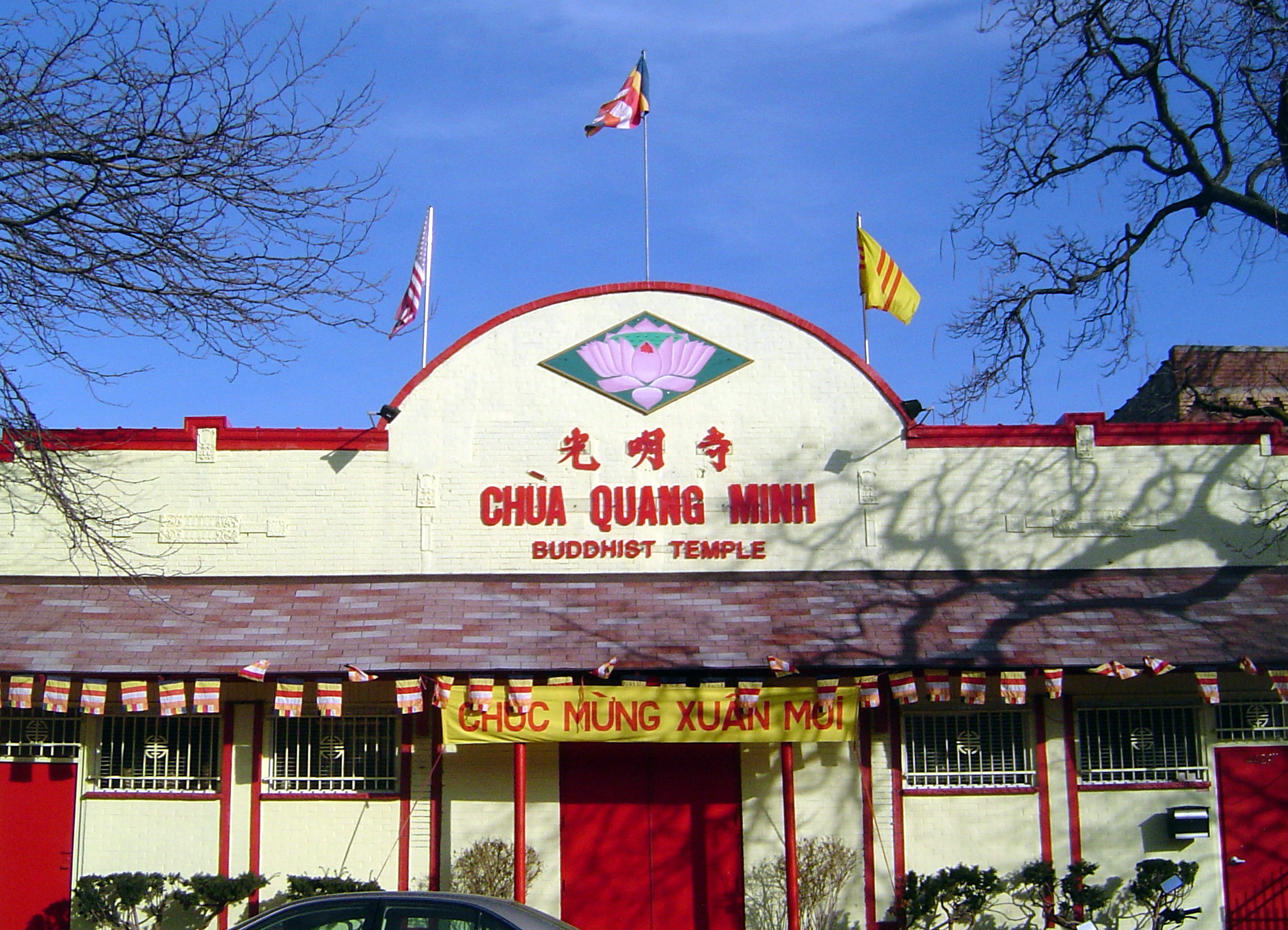
Một lá cờ Việt Nam cộng hòa treo trên một ngôi chùa Phật giáo ở tiểu bang Illinois của Hoa Kỳ, bên cạnh lá quốc kì Hoa Kỳ.

### Tranh cãi
- Khi một chủ cửa hàng băng video người Mỹ gốc Việt trưng bày lá cờ Việt Nam hiện tại và một bức ảnh của Hồ Chí Minh trước cửa hàng của mình ở Westminster, California vào năm 1999, một cuộc biểu tình kéo dài một tháng phản đối đã lên đến đỉnh điểm khi 15.000 người tổ chức một buổi thắp nến cầu nguyện vào một đêm, châm ngòi cho sự cố Hi-Tek (Hi-Tek là tên của cửa hàng).[32]
- Một hành động sai trái của Bưu điện Hoa Kỳ khi sử dụng lá cờ Việt Nam hiện tại trong một tờ rơi để đại diện cho cộng đồng người Mỹ gốc Việt mà họ phục vụ đã gây ra sự phẫn nộ trong cộng đồng người Mỹ gốc Việt và dẫn đến lời xin lỗi.
- Năm 2004, nhiều sinh viên người Mỹ gốc Việt tại Đại học Tiểu bang California, Fullerton đã đe dọa sẽ bỏ học tại lễ tốt nghiệp của họ khi trường đại học chọn sử dụng lá cờ hiện tại của Việt Nam để đại diện cho sinh viên Việt Nam của mình. Các sinh viên người Mỹ gốc Việt yêu cầu trường đại học sử dụng lá cờ cũ của Việt Nam cộng hòa thay thế. Điều này dẫn đến việc trường đại học loại bỏ tất cả các lá cờ nước ngoài trong buổi lễ.[33]
- Năm 2006, sinh viên người Mỹ gốc Việt tại Đại học Texas ở Arlington đã phản đối việc sử dụng quốc kì Việt Nam hiện nay tại Sảnh cờ ở Nedderman Hall và việc loại bỏ cờ Việt Nam cộng hòa tại một chương trình đa dạng văn hóa trong Tuần lễ quốc tế.[34] Sau nhiều tuần phản đối, trường đại học đã quyết định gỡ bỏ toàn bộ cờ khỏi màn hình.
- Trong Ngày Giới trẻ Thế giới 2008 tại Sydney, căng thẳng đã bùng phát giữa 800 người hành hương Việt Nam sử dụng lá cờ của Cộng hòa Xã hội Chủ nghĩa Việt Nam và 2300 người hành hương Úc gốc Việt sử dụng lá cờ của Việt Nam Cộng hòa.[35]
- Năm 2008, nhiều người đã phản đối Người Việt Daily News, một tờ báo tiếng Việt tại Quận Cam, California, vì đã đăng một bức ảnh về một tác phẩm nghệ thuật sắp đặt[36] mô tả một bồn ngâm chân mang màu sắc của lá cờ.[37]
- Vào tháng 10 năm 2014, chi hội Liên hội Sinh viên Việt Nam Bắc Mỹ tại Đại học Arizona phát hiện ra rằng trường đã gỡ bỏ lá cờ Việt Nam cộng hòa khỏi Trưng bày cờ của hiệu sách trong khuôn viên trường (bao gồm cờ từ khắp nơi trên thế giới để tôn vinh sự đa dạng trong sinh viên). Sau đó, chi hội VSA đã phát động một bản kiến nghị trực tuyến để phản đối quyết định này.[38] Sau đó, trường đại học đã phản hồi và giải thích rằng việc gỡ bỏ là do sự hiểu lầm giữa các nhân viên. Sau đó, trường đã xin lỗi và hứa sẽ lắp lại lá cờ sau đó.
- Một số giả thuyết cho rằng lá cờ này lần đầu tiên được Hoàng đế Thành Thái giới thiệu thông qua một sắc lệnh vào năm 1890.[39] Thậm chí, một số quan điểm còn cho rằng lá cờ này (gọi tắt là Cờ Vàng) chính là "quốc kỳ" thực sự đầu tiên của nhân dân Việt Nam vì nó phản ánh khát vọng và hy vọng của toàn thể nhân dân, không chỉ của các hoàng đế, về nền độc lập và thống nhất của dân tộc Việt Nam.[40][41][42] Tuy nhiên, Flags of the World phản đối những tuyên bố này, lập luận rằng không có lá cờ nào như vậy xuất hiện trong các hình ảnh từ thời Thành Thái, và những tuyên bố liên quan trên Internet là không đáng tin cậy.[43] Phạm Quang Tuấn, giáo sư Kỹ thuật Hóa học của Đại học New South Wales, đã truy tìm lời khẳng định rằng lá cờ vàng có ba sọc đỏ có nguồn gốc từ thời Thành Thái sớm nhất là từ Nguyễn Đình Sài, một cựu thành viên của tổ chức chống cộng Việt Tân, người đã viết bài báo Quốc Kỳ Việt Nam: Nguồn Gốc và Lẽ Chính Thống (The National Flag of Viet Nam: Its Origin and Legitimacy) vào tháng 9 năm 2004. Để chứng minh cho tuyên bố của mình, Nguyễn Đình Sài đã trích dẫn một trang web từ trang web Worldstatesmen của Ben Cahoon, một nhà nghiên cứu người Mỹ có liên kết với Đại học Connecticut. Tuy nhiên, Nguyễn Đình Sài thừa nhận Cahoon "không nêu tên bất kỳ tài liệu cụ thể nào" cho tuyên bố của Cahoon rằng lá cờ vàng có ba sọc đỏ được sử dụng trong khoảng thời gian từ năm 1890 đến năm 1920.[44][45]
- Trong Bạo loạn tại Điện Capitol Hoa Kỳ 2021, nhiều lá cờ Việt Nam cộng hòa được nhìn thấy trong đám đông người biểu tình.[46][47] Có nhiều phản ứng trái chiều giữa những người Mỹ gốc Việt ở Nam California.[48] Bốn mươi lăm người ủng hộ cộng đồng người Mỹ gốc Việt, chính trị gia và lãnh đạo doanh nghiệp đã ký một tuyên bố lên án việc sử dụng cờ Việt Nam cộng hòa trong bối cảnh này,[49] và nhiều viên chức chính phủ người Mỹ gốc Việt cũng đã viết những tuyên bố phản đối việc sử dụng như vậy.[50]
- Trong trận đấu vòng loại FIFA World Cup 2022 tại Melbourne giữa Úc và Việt Nam, các đài truyền hình Việt Nam đã trì hoãn phát sóng trận đấu trong mười phút do một số Người Úc gốc Việt vẫy cờ Việt Nam cộng hòa để ủng hộ đội tuyển Úc. Tuy nhiên, lực lượng an ninh địa phương đã cố gắng ngăn không cho những lá cờ này xuất hiện trong khán đài. Một vấn đề tương tự cũng xảy ra khi Việt Nam cũng trì hoãn phát sóng trận đấu vòng loại với Nhật Bản vào năm đó khi người ta tìm thấy cờ Việt Nam cộng hòa trong đám đông.[51][52]
- Năm 2023, Việt Nam đã phát hành đồng tiền của Úc có thiết kế hình lá cờ để vinh danh những người Úc đã chiến đấu trong Chiến tranh Việt Nam.[53]
- Ca sĩ người Úc gốc Việt Hanni, thành viên của NewJeans, đã phải đối mặt với phản ứng dữ dội từ người hâm mộ Việt Nam vào tháng 2 năm 2023 do cáo buộc một số thành viên trong gia đình cô ủng hộ lá cờ. Bản thân Hanni chưa bao giờ công khai bày tỏ bất kỳ quan điểm chính trị nào.[54]
- Người hâm mộ chỉ trích nhiều người nổi tiếng Việt Nam vì từng biểu diễn ở nước ngoài tại các sự kiện có lá cờ xuất hiện ở phía sau.[55]

## Màu sắc và kích cỡ
Một sắc lệnh ngày 2 tháng 6 năm 1948 đã định nghĩa về cấu trúc của lá cờ theo cách sau: Quốc huy là một lá cờ nền vàng, chiều cao bằng hai phần ba chiều rộng của lá cờ. Ở giữa lá cờ và dọc theo toàn bộ chiều rộng của nó, có ba dải màu đỏ nằm ngang. Mỗi dải có chiều cao bằng một phần mười lăm chiều rộng. Ba dải màu đỏ này được ngăn cách với nhau bằng một khoảng cách bằng chiều cao của dải. Do đó, nó được gọi là Hoặc, ba thanh Gules.

Chi tiết về các màu sắc và kích thước.

| Hệ màu      | Vàng        | Đỏ          |
| ----------- | ----------- | ----------- |
| Pantone     | Yellow 116  | Red 032     |
| CMYK        | 0.0.100.0   | 0.90.86.0   |
| RGB         | (255,255,0) | (250,60,50) |
| Hex triplet | #FFFF00     | #EF4135     |
| NCS         | S 0570 G70Y | S 0580 Y80R |

## Mã hóa máy tính
Unicode bao gồm dãy ký tự cờ emoji ứng với quốc kỳ Việt Nam nhưng không có dãy ứng với quốc kỳ Việt Nam Cộng hòa. Các dãy biểu thị quốc kỳ sử dụng các mã ISO 3166-1 alpha-2. Cộng hòa Xã hội chủ nghĩa Việt Nam tiếp quản mã VN của Việt Nam Cộng hòa vào năm 1977. Năm 2017, một bản kiến nghị Change.org yêu cầu Apple Inc. và Unicode Consortium bổ sung emoji quốc kỳ Việt Nam Cộng hòa. Đến năm 2023, bản kiến nghị này đã thu thập hơn 17.000 chữ ký. Năm 2025, Hội đồng Thành phố San Jose, California, nhất trí thông qua nghị quyết kêu gọi Unicode Consortium bổ sung "Lá cờ Tự do và Di sản Việt Nam" vào kho chữ Unicode. San Jose là thành phố đông người gốc Việt nhất tại Hoa Kỳ, gần trụ sở Unicode Consortium tại Mountain View cũng như các trụ sở tập đoàn công nghệ Thung lũng Điện tử.